# Чемпіонат світу з легкої атлетики 2019 — біг на 400 метрів (чоловіки)

Фінальний забіг

Змагання з бігу на 400 метрів серед чоловіків на Чемпіонаті світу з легкої атлетики 2019 у Досі проходили 1, 2 та 4 жовтня на стадіоні «Халіфа».

## Напередодні старту
На початок змагань основні рекордні результати були такими:
| WR | Вайде ван Нікерк (ZAF) | 43,03 | Ріо-де-Жанейро | 14 серпня 2016 |
| CR | Майкл Джонсон (USA)    | 43,18 | Севілья        | 26 серпня 1999 |
| WL | Майкл Норман (USA)     | 43,45 | Торренс        | 20 квітня 2019 |

За відсутності травмованого Вайде ван Нікерка, очікувалось, що основана боротьба за «золото» розгорнеться між двома атлетами, яким вдалось вибігти в сезоні з 44 секунд — лідером сезону Майклом Норманом та другим номером у рейтингу сезону Фредом Керлі (43,64).

## Результати

### Попередні раунди
Найкращий час за підсумками шести забігів показав Кірані Джеймс (44,94). До наступного раунду проходили перші троє з кожного забігу та шестеро найшвидших за часом з тих, які посіли у забігах місця, починаючи з четвертого.
За підсумками трьох півфінальних забігів найшвидший результат мав Стівен Гардінер (44,13). До фіналу проходили перші двоє з кожного забігу та двоє найшвидших за часом з тих, які посіли у забігах місця, починаючи з третього.

### Фінал
У фіналі поза конкуренцією був Стівен Гардінер, який здобув перемогу з новим національним рекордом, що підняв його на шосту сходинку в рейтингу атлетів у цій дисципліні за всі часи.
| Місце | Атлет                 | Час   | Примітки |
| ----- | --------------------- | ----- | -------- |
| 1     | Стівен Гардінер (BAH) | 43,48 | NR       |
| 2     | Антоні Самбрано (COL) | 44,15 | AR       |
| 3     | Фред Керлі (USA)      | 44,17 |          |
| 4     | Деміш Гей (JAM)       | 44,46 | PB       |
| 5     | Кірані Джеймс (GRN)   | 44,54 |          |
| 6     | Еммануель Корір (KEN) | 44,94 |          |
| 7     | Мачел Седеніо (TTO)   | 45,30 |          |
| 8     | Акім Блумфілд (JAM)   | 45,36 |          |